# Queichtalradweg
Der Queichtalradweg ist ein 58 km langer Radweg von Hauenstein nach Germersheim in den Landkreisen Südwestpfalz, Südliche Weinstraße und Germersheim in Rheinland-Pfalz. 

## Verlauf
Er beginnt in Hauenstein an der Quelle der Queich im Pfälzerwald und folgt anschließend dem namensgebenden Queichtal bis zur Mündung in den Rhein in Germersheim. Er verläuft unter anderem die Westflanke des Hohen Kopf, die Südflanke des Göckelberg, Rinnthal, Annweiler am Trifels, Siebeldingen, Landau in der Pfalz und Offenbach an der Queich, bis er in Germersheim endet.

## Bauwerke
Unterwegs passiert er unter anderem die Evangelische Pfarrkirche Rinnthal.